# كركدنينية
الكركدنينية (الاسم العلمي:Rhinocerotina) هي تحت قبيلة من الحيوانات الثديية تتبع قبيلة الكركدناوية من أسرة الكركدناوات.

## التصنيف
- تحت قبيلة الكركدنينية
  - دون قبيلة الكركدنيتية
    - جنس الكركدن